# 針谷大輔
針谷 大輔（はりや だいすけ、1965年5月27日 - ）は、日本の新右翼活動家。統一戦線義勇軍議長、「右から考える脱原発ネットワーク」代表呼びかけ人。新右翼を代表する人物の一人。

## 経歴・人物
東京都生まれ、横浜市金沢区出身。暴走族「全日本RACING連盟 横浜連合 魁 硬派愚連隊 六浦総本部」から枝分かれ、16歳の1981年に「全日本RACING連盟 横浜連合 磯子 魁 硬派愚連隊」磯子支部を 当時思想が合う仲間と発足、全員短髪 白特攻服。 磯子魁 初代総長兼任 日本最大級暴走族連合団体「横浜連合」9代目総会長 を務め、無事 17歳冬に 暴走族を引退。少年時代、神奈川県立磯子高等学校在学中は戦史・戦記モノが好きで防衛大生を目指していた。自決した三島由紀夫からの影響と、戦死した特攻隊の若者と会話をするという特異な体験が民族派運動に入るきっかけとなり、19歳のとき、鈴木邦男、木村三浩と出会い、一水会に入会。池子米軍住宅建設反対運動を行う中で統一戦線義勇軍に加入。
右翼になったきっかけは、左翼同様、「困った人がいたら助けたい。間違ったことが嫌いで正したい」を実行するためで、左翼と違う点は日本の伝統や文化を大切にしたいという点であり、スタートの時点での動機は左翼と同じだとユーチューバーの取材に対し答えている。19歳の頃に仕事を持ちながら右翼運動を始める。戦後、アメリカが日本を弱体化させるために行ってきた政策に反対しており、抗議対象は主にアメリカの基地である。「政治家・ヤクザ・企業のセット」である反共右翼とは異なり、それらを資金源とすることなく当初は大手ミシン会社に就職するなど一般企業に勤め、ファミリーマートや新聞配達でアルバイトをするなどして運動を続けてきた。警備会社勤務時代には、警察の圧力で働けなくなり、その後は調査会社に勤務するなどした。右翼とやくざの関係については、反共右翼や戦後の右翼はやくざと8～9割はほぼ同一であり、針谷自身は既成の右翼とは一線を画し一切関係はなく独立的に行っていると語っている。また、三里塚闘争は右翼がやるべき運動であり、右翼がそれをできなかったことは間違いであったと指摘している。池子闘争では1985年から義勇軍として参戦した。その際には、右翼に妨害され殺すぞなどと脅迫された。
1987年1月、大悲会会長・蜷川正大、義友同志会会長代行・中台一雄と共に「YP体制打倒青年同盟」を名乗り、住友不動産の営利至上主義に抗議して安藤太郎会長私邸を襲撃。懲役1年6か月執行猶予4年の判決を受けた。また3人は安藤会長が6月16日付の『東京新聞』のインタビュー記事の中で「お金でもやれば済んだんでしょうが……」などと発言したことに対し、事実無根であるとして名誉毀損で訴え、9月24日に安藤会長が謝罪した。
1989年9月、統一戦線義勇軍2代目議長に就任、スローガンに「自衛隊解体・国軍創設」を加える。1996年、クリントン米国大統領来日反対行動で、武装闘争を計画、短銃所持の容疑で逮捕される。3年4か月の刑期を勤め、1999年出所。
2010年頃から在特会や行動する保守を批判しているとされる。在特会に対しては、「日常生活のなかで物理的な衝突も経験していない」者が「ネット言論をそのまま現実社会に移行させただけの運動」との批判をしたとされる。
東日本大震災後は被災地で支援活動を行う。2011年6月11日開催の、素人の乱主催「6.11 新宿・原発やめろデモ!!!!!」の集会に脱原発派として登壇することになったが、「ヘイトスピーチに反対する会」有志が主催者に対し登壇取り止めを要求し、また複数の会員が、要求が容れられなければデモ自体を妨害すると発言した。またそれ以外のスタッフにも登壇に反対する者がいたことから、針谷はデモ参加辞退を表明し、素人の乱は登壇を取り消した。これを契機に脱原発運動を「右翼も左翼も関係のない本当の大衆運動にすること」を目指して「右から考える脱原発ネットワーク」を立ち上げ、2011年7月31日に最初の集会・デモが行われた。日章旗や「子供たちの命と麗しき山河を守れ」「友よ山河を滅ぼすなかれ」などの幟が掲げられたという。著書『右からの脱原発』には坂本龍一が推薦文「「ああ、日本にも真の愛国者がいたか！」」を寄せ、「デモ参加者の声」として藤波心やnoiehoieが寄稿している。

## 著作
- 『右からの脱原発』K＆Kプレス、2012年。ISBN 978-4-906674-47-3。